# Lucigadus lucifer
Lucigadus lucifer är en fiskart som först beskrevs av Smith och Lewis Radcliffe 1912.  Lucigadus lucifer ingår i släktet Lucigadus och familjen skolästfiskar. Inga underarter finns listade i Catalogue of Life.